# 湖南省人民政府法制办公室
湖南省人民政府法制办公室是协助湖南省省长办理法制工作事务的湖南省人民政府部门管理机构，现由湖南省人民政府办公厅管理。

## 职能配置
- 对全省政府法制工作进行规划、指导、监督、协调和服务，负责推进全省依法行政的具体工作。
- 统筹考虑、统一规划省人民政府的立法工作，负责拟定和组织实施省人民政府立法计划。
- 审查修改、起草或组织起草地方性法规、省政府规章草案；对省人民政府重要规范性文件草案进行合法性审查；承办省人民政府规章的解释工作和法律、法规草案的征求意见工作。
- 承办规范政府共同行为的法律、法规、规章的组织实施和监督检查工作；研究行政诉讼、行政复议、行政赔偿、行政处罚、行政许可、行政收费、行政强制等规范政府共同行为的法律、法规、规章实施以及行政执法中带普遍性的问题，向省政府提出完善制度和解决问题的意见，拟定有关配套的规章、文件和答复意见。
- 研究依法行政工作中带普遍性的问题，负责拟定依法行政工作的规划和制度，经省政府批准后组织实施。
- 负责推行行政执法责任制；指导行政执法部门规范行政执法行为；承担行政执法监督的具体工作；负责重大具体行政行为的备案审查工作，依法监督纠正本级政府工作部门和下级政府作出的违法或不当的行政行为；协调部门之间在行政执法中的矛盾和争议。
- 负责依法审查确认和规范行政执法主体资格；指导全省行政执法队伍建设，组织或会同有关部门实施全省行政复议应诉、行政执法、行政执法监督人员的培训考核、资格认定和发证工作，管理全省行政执法证件。
- 会同有关部门推进全省行政执法体制改革工作，负责承办相对集中行政处罚权和相对集中行政许可权等工作；协同有关部门开展综合执法试点。
- 承办规章、规范性文件的备案审查工作，对全省备案审查工作进行指导和监督。
- 承办省人民政府的行政复议、行政应诉、行政赔偿工作；负责指导全省行政复议、行政应诉、行政赔偿工作；监督全省行政机关的行政复议活动。
- 负责为省政府的重大决策和重大行政管理活动提供法律意见，办理行政法律事务，承担省人民政府法律顾问工作。
- 组织翻译、审定地方性法规、省政府规章外文文本；负责承办地方性法规、省政府规章的清理、修改、废止工作；承担地方性法规、政府规章数据库建设、信息管理和应用工作；编辑出版地方性法规、政府规章汇编正式版本。
- 对全省行政机关领导干部及工作人员的依法行政知识培训进行业务指导；负责全省政府法制工作人员的业务培训；组织开展政府法制理论研究、宣传教育和情况交流；负责为省政府领导和各部门提供法律咨询服务和法制信息服务。
- 受省人民政府委托，联系全省仲裁工作。
- 承办省委、省人民政府交办的其他事项。

## 内设机构
- 社会立法处
- 行政执法监督处
- 依法行政指导处
- 机关党委
- 纪检组
- 秘书处
- 复议立案处
- 行政复议办案处
- 经济立法处
- 政府法制研究中心
- 规范性文件管理处
- 人事处